# Vieux-Manoir
Vieux-Manoir is een gemeente in het Franse departement Seine-Maritime (regio Normandië) en telt 697 inwoners (2005). De plaats maakt deel uit van het arrondissement Rouen.

## Geografie
De oppervlakte van Vieux-Manoir bedraagt 8,1 km², de bevolkingsdichtheid is 86,0 inwoners per km².

## Verkeer en vervoer
In de gemeente ligt spoorwegstation Longuerue-Vieux-Manoir.
De onderstaande kaart toont de ligging van Vieux-Manoir met de belangrijkste infrastructuur en aangrenzende gemeenten.

## Demografie
Onderstaande figuur toont het verloop van het inwonertal (bron: INSEE-tellingen).